# Jurij Sołowjow
Jurij Filippowicz Sołowjow (ros. Ю́рий Фили́ппович Соловьёв, ur. 20 sierpnia 1925 we wsi Bogatoje w obwodzie samarskim, zm. 2 października 2011 w Petersburgu) – radziecki działacz partyjny i państwowy, minister budownictwa przemysłowego ZSRR (1984-1985), zastępca członka Biura Politycznego KC KPZR (1986-1989).
Od 1929 mieszkał z rodziną w Leningradzie, 1943-1944 służył w Armii Czerwonej. 1951 ukończył Instytut Inżynierii Transportu Kolejowego w Leningradzie, po czym pracował jako inżynier i technik w Leningradzie. Od 1955 w KPZR. 1973-1974 zastępca przewodniczącego Komitetu Wykonawczego Rady Miejskiej w Leningradzie, od 1974 sekretarz, a od 1975 II sekretarz Komitetu Obwodowego KPZR w Leningradzie. 1976-1990 członek KC KPZR, od 19 kwietnia 1978 do 12 marca 1984 I sekretarz Komitetu Miejskiego KPZR w Leningradzie, od 2 marca 1984 do 9 lipca 1985 minister budownictwa przemysłowego ZSRR. Od 8 lipca 1985 do 12 lipca 1989 I sekretarz Komitetu Obwodowego KPZR w Leningradzie, od 6 marca 1986 do 20 września 1989 zastępca członka Biura Politycznego KC KPZR. 1979-1989 deputowany do Rady Najwyższej ZSRR, 1986-1989 członek Prezydium Rady Najwyższej ZSRR, 1975-1980 deputowany do Rady Najwyższej Rosyjskiej FSRR i członek jej Prezydium.

## Odznaczenia
- Order Lenina (trzykrotnie)
- Order Rewolucji Październikowej
- Order Wojny Ojczyźnianej I klasy
- Order Czerwonego Sztandaru Pracy
- Order „Znak Honoru”